# Eria
Eria – rodzaj roślin z rodziny storczykowatych (Orchidaceae). Rośliny z tego rodzaju rosną na pniach drzew lub wśród skał na nizinach, namorzyn, torfowiskach oraz w górskich lasach. Rośliny rosną na wysokościach od poziomu morza do około 2400 m.
Rośliny z tego rodzaju występują w Azji Południowo-Wschodniej w południowych Chinach, Tybecie, Japonii, na Tajwanie, w Bangladeszu, Indiach, Nepalu, Kambodży, Laosie, Mjanmie, Tajlandii, Wietnamie, Malezji, na Filipinach, w Nowej Gwinei, na Wyspach Salomona, na Karolinach, Marianach, Wyspach Towarzystwa, Fidżi, w Nowej Kaledonii, na Samoa, Wyspach Santa Cruz oraz Vanuatu.

## Morfologia
Rośliny epifityczne, litofityczne, rzadko naziemne. Kłącze pienne. Pseudobulwy jajowate z 2-4 liśćmi, u nasady osłonki. Liście twarde, skręcone, eliptyczne. Kwiatostan pachwinowy, wyprostowany i gładki. Kwiaty szeroko rozpostarte, zazwyczaj od kremowych po jasno żółte. U niektórych gatunków z purpurowym użyłkowaniem lub purpurowymi plamkami na kolumnie lub warżce. Warżka trójklapowa, kolumna z podwiniętą podstawą. Zalążnia kanciasta w sekcji krzyżowej, czasami ze skrzydełkami.

## Systematyka
Rodzaj sklasyfikowany do podplemienia Eriinae w plemieniu Podochileae, podrodzina epidendronowe (Epidendroideae), rodzina storczykowate (Orchidaceae), rząd szparagowce (Asparagales) w obrębie roślin jednoliściennych.
Wykaz gatunków
- Eria albescens Ridl.
- Eria aurantiaca Ridl.
- Eria bancana J.J.Sm.
- Eria berringtoniana Rchb.f.
- Eria bifalcis Lindl.
- Eria bigibba Rchb.f.
- Eria binabayensis Ames
- Eria carolettae Hance
- Eria chlorantha Aver. & Averyanova
- Eria clausa King & Pantl.
- Eria compressoclavata J.J.Sm.
- Eria convallariopsis Kraenzl.
- Eria coronaria (Lindl.) Rchb.f.
- Eria curtisii Rchb.f.
- Eria dayana Rchb.f.
- Eria decipiens Schltr.
- Eria gagnepainii A.D.Hawkes & A.H.Heller
- Eria geboana Ormerod
- Eria genuflexa J.J.Sm.
- Eria halconensis Ames
- Eria imbricata J.J.Sm.
- Eria imitans Schltr.
- Eria imperatifolia Ormerod
- Eria javanica (Sw.) Blume
- Eria kaniensis Schltr.
- Eria micholitziana Kraenzl.
- Eria nepalensis Bajrach. & K.K.Shrestha
- Eria odorifera Leav.
- Eria pachycephala Kraenzl.
- Eria peraffinis J.J.Sm.
- Eria puberula Ridl.
- Eria ramosii Leav.
- Eria ramuana Schltr.
- Eria rhomboidalis Tang & F.T.Wang
- Eria rostriflora Rchb.f.
- Eria sabasaroe Ormerod
- Eria sarcophylla Schltr.
- Eria sarrasinorum Kraenzl.
- Eria scabrilinguis Lindl.
- Eria sessilifolia (J.Fraser) D.L.Roberts & Sayers
- Eria stenobulba Schltr.
- Eria straminea Kraenzl.
- Eria tomohonensis Kraenzl.
- Eria umbonata F.Muell. & Kraenzl.
- Eria viridibracteata Ridl.
- Eria vittata Lindl.
- Eria wenzelii Ames
- Eria yanshanensis S.C.Chen